# مونت فيرنون (نيوهامشير)
مونت فيرنون (بالإنجليزية: Mont Vernon, New Hampshire)‏ هي بلدة أمريكية تقع في الولايات المتحدة في هيلسبوروغ. يقدر عدد سكانها بـ 2,409 نسمة ومساحتها 43.3 كم2 وترتفع عن سطح البحر 250 متر.

## معرض صور

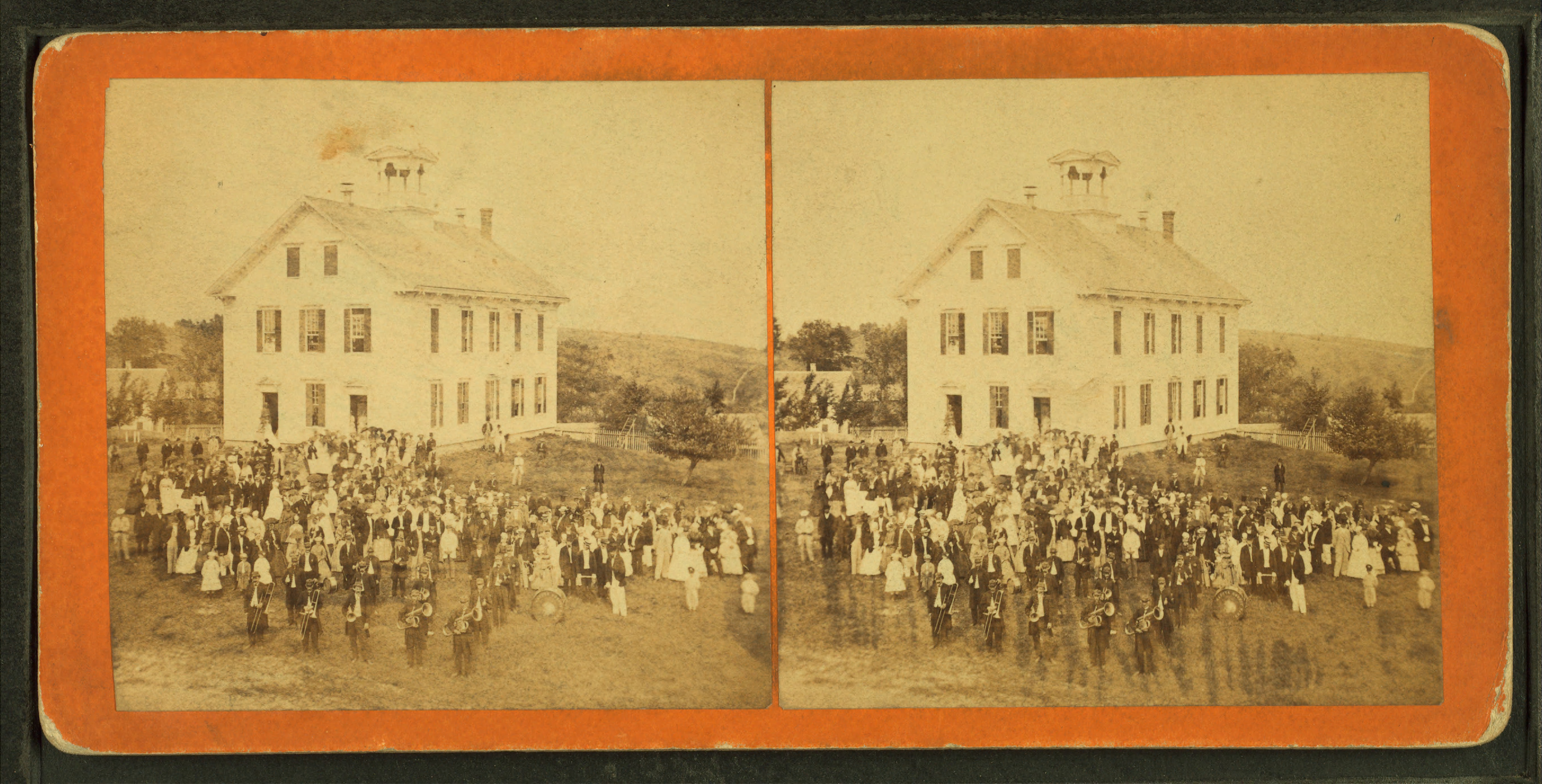
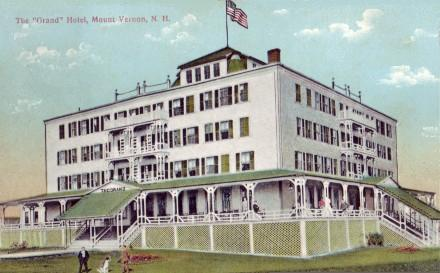
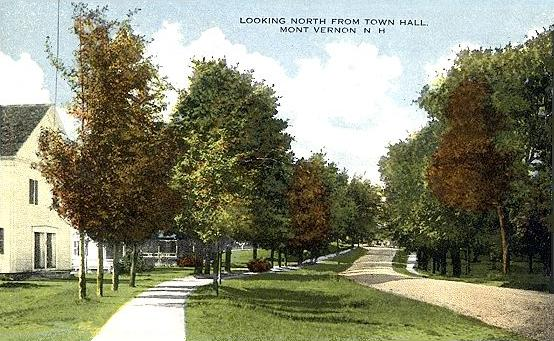
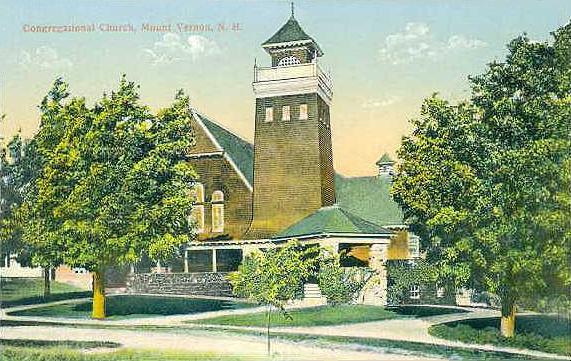